# Schöpfwerk Klint
Das Schöpfwerk Klint in der niedersächsischen Gemeinde Hechthausen-Klint, Samtgemeinde Hemmoor, im Landkreis Cuxhaven, stammt vom Anfang des 20. Jahrhunderts.
Aktuell (2024) wird es genutzt.
Das Gebäude steht unter Denkmalschutz (siehe auch Liste der Baudenkmale in Hechthausen).

## Geschichte und Beschreibung
Hechthausen wurde 1233 als Hekethusen zum ersten Mal erwähnt. Adelsfamilien besaßen hier mehrere Rittergüter. Das südwestliche Dorf Klint wurde 1353 erstmals erwähnt (Klinte tho Borchholte) und gehört seit 1972 zu Hechthausen.
Das Mündungsschöpfwerk am Klinter Schöpfwerksfleth und der Oste am Ostebogen bei Hechthausen-Klint dient der Wasserregulierung im Niederungsgebiet. Mit seiner expressionistischen Formensprache und seiner technischen Konzeption gehört es zu einer Gruppe der um 1930 errichteten Wasserregulierungsbauwerke in den Flussmarschen von Oste, Elbe und Este.
Das eingeschossige verklinkerte Gebäude in Backstein mit pfannengedecktem Walmdach stammt von 1931 (Inschrift). An der nordwestlichen Traufseite steht ein Vorbau mit Satteldach orthogonal zum First. Die ursprüngliche Technik blieb nach der Sanierung von 2006 nicht mehr erhalten.
Das Landesdenkmalamt befand u. a.: „… orts- und technikgeschichtlichen, gebäudetypischen und landschaftsbildprägender Zeugniswert.“